# Ісмаель Борреро
Ісмаель Борреро Моліна (ісп. Ismael Borrero Molina; нар. 6 січня 1992, Сантьяго-де-Куба) — кубинський борець греко-римського стилю, дворазовий чемпіон світу, шестиразовий переможець Панамериканських чемпіонатів, чемпіон Панамериканських ігор, чемпіон Олімпійських ігор.

## Біографія

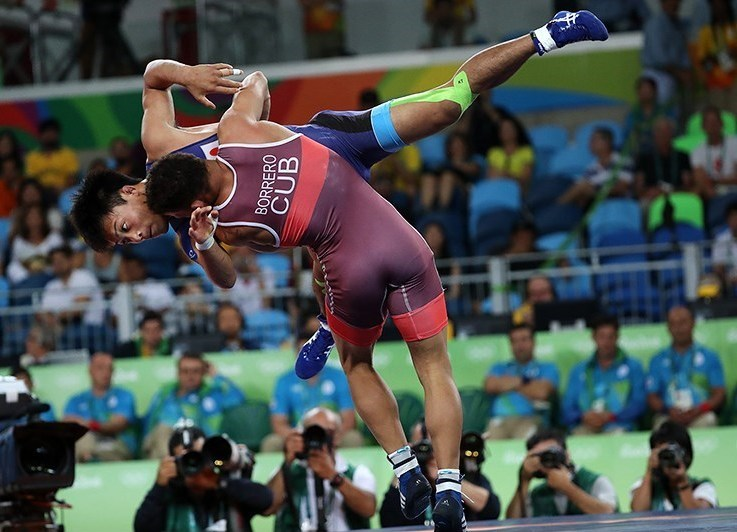
Ісмаель Борреро проводить прийом проти Сінобу Ота у фіналі літніх Олімпійських ігор 2016

Боротьбою почав займатися з 2000 року. Виступає за борцівський клуб «Серро Пеладо» з Гавани.

## Спортивні результати на міжнародних змаганнях

### Виступи на Олімпіадах
| Змагання                    | Збірна | Вагова категорія                 | Місце  |
| --------------------------- | ------ | -------------------------------- | ------ |
| Літні Олімпійські ігри 2016 | Куба   | греко-римська боротьба, до 59 кг | Золото |
| Літні Олімпійські ігри 2020 | Куба   | греко-римська боротьба, до 67 кг | 11     |

### Виступи на Чемпіонатах світу
| Змагання                        | Збірна | Вагова категорія                 | Місце  |
| ------------------------------- | ------ | -------------------------------- | ------ |
| Чемпіонат світу з боротьби 2013 | Куба   | греко-римська боротьба, до 60 кг | 11     |
| Чемпіонат світу з боротьби 2014 | Куба   | греко-римська боротьба, до 59 кг | 5      |
| Чемпіонат світу з боротьби 2015 | Куба   | греко-римська боротьба, до 59 кг | Золото |
| Чемпіонат світу з боротьби 2018 | Куба   | греко-римська боротьба, до 67 кг | 16     |
| Чемпіонат світу з боротьби 2019 | Куба   | греко-римська боротьба, до 67 кг | Золото |

### Виступи на Панамериканських чемпіонатах
| Змагання                                   | Збірна | Вагова категорія                 | Місце  |
| ------------------------------------------ | ------ | -------------------------------- | ------ |
| Панамериканський чемпіонат з боротьби 2012 | Куба   | греко-римська боротьба, до 60 кг | Золото |
| Панамериканський чемпіонат з боротьби 2013 | Куба   | греко-римська боротьба, до 60 кг | Золото |
| Панамериканський чемпіонат з боротьби 2014 | Куба   | греко-римська боротьба, до 59 кг | Золото |
| Панамериканський чемпіонат з боротьби 2018 | Куба   | греко-римська боротьба, до 67 кг | Золото |
| Панамериканський чемпіонат з боротьби 2019 | Куба   | греко-римська боротьба, до 67 кг | Золото |
| Панамериканський чемпіонат з боротьби 2020 | Куба   | греко-римська боротьба, до 67 кг | Золото |

### Виступи на Панамериканських іграх
| Змагання                  | Збірна | Вагова категорія                 | Місце  |
| ------------------------- | ------ | -------------------------------- | ------ |
| Панамериканські ігри 2015 | Куба   | греко-римська боротьба, до 59 кг | 7      |
| Панамериканські ігри 2019 | Куба   | греко-римська боротьба, до 67 кг | Золото |

### Виступи на інших змаганнях
| Змагання                                                       | Збірна | Вагова категорія                 | Місце  |
| -------------------------------------------------------------- | ------ | -------------------------------- | ------ |
| Центральноамериканські і Карибські ігри 2014 (Сан-Хуан)        | Куба   | греко-римська боротьба, до 59 кг | Золото |
| Центральноамериканські і Карибські ігри 2014 (Веракрус)        | Куба   | греко-римська боротьба, до 59 кг | Золото |
| Центральноамериканські і Карибські ігри 2018                   | Куба   | греко-римська боротьба, до 67 кг | Золото |
| Cerro Pelado International 2013                                | Куба   | греко-римська боротьба, до 60 кг | Золото |
| Кубок Гранми з боротьби 2015                                   | Куба   | греко-римська боротьба, до 59 кг | Бронза |
| Кубок Тахті 2018                                               | Куба   | греко-римська боротьба, до 67 кг | 5      |
| Cerro Pelado International 2018                                | Куба   | греко-римська боротьба, до 67 кг | Золото |
| Центральноамериканський і Карибський чемпіонат з боротьби 2018 | Куба   | греко-римська боротьба, до 67 кг | Золото |
| Cerro Pelado International 2019                                | Куба   | греко-римська боротьба, до 67 кг | Золото |